# Onobrychis saxatilis
Sainfoin des rochers
Espèce
Statut de conservation UICN

 LC  : Préoccupation mineure
Onobrychis saxatilis, le Sainfoin des rochers, est une espèce de plantes à fleurs dicotylédones de la famille des Fabaceae. C'est une plante herbacée.

## Synonymes
- Hedysarum saxatile L.
- Hedysarum microcarpum Dufour ex DC.
- Hedysarum saxatile L.
- Onobrychis allionii Jord.
- Onobrychis peduncularis Willk.
- Onobrychis tenuifolia Moench
- Onobrychis virgata C.Presl